# NGC 2895
NGC 2895 este o infrared source⁠(d) situată în constelația Ursa Mare. A fost descoperită în 9 februarie 1831 de către John Herschel.